# Archie Duncan (acteur)
Pour les articles homonymes, voir Duncan et Archie Duncan (homonymie).
Archie Duncan (né le 26 mai 1914 à Glasgow et mort le 24 juillet 1979 à Londres) est un acteur britannique.

## Biographie
Archie Duncan est principalement connu pour son rôle de l'inspecteur Lestrade dans la série télévisée Sherlock Holmes et pour son rôle de Petit Jean dans la série télévisée Robin des Bois. Il est apparu dans plus d'une cinquantaine de rôles à la télévision.

## Filmographie
- 1948 : Counterblast de Paul L. Stein : Docteur McKegney
- 1949 : Floodtide (en) de Frederick Wilson : Charlie Campbell
- 1949 : The Bad Lord Byron de David MacDonald : John Murray
- 1950 : The Gorbals Story de David MacKane : Bull
- 1950 : Le Chevalier de Londres (The Elusive Pimpernel) de Michael Powell : L'homme de la salle de bain
- 1951 : L'amour mène la danse de H. Bruce Humberstone : Inspecteur de police
- 1951 : Flesh and Blood (en) d'Anthony Kimmins : Le sergent
- 1951 : L'enquête est close de Jacques Tourneur : Angus
- 1951 : De l'or en barre de Charles Crichton : Chef caissier
- 1951 : Green Grow the Rushes de Derek N. Twist : Officier de police Pettigrew
- 1952 : The Last Page de Terence Fisher : Agent de police
- 1952 : Home at Seven de Ralph Richardson : Sergent
- 1952 : Castle in the Air de  Henry Cass : Officier de police
- 1952 : You're Only Young Twice de Terry Bishop : inconnu
- 1952 : The Brave Don't Cry de Philip Leacock : Walter Hardie
- 1952 : Hot Ice de Kenneth Hume : Wilson
- 1953 : Le Vagabond des mers de William Keighley : Messager
- 1953 : Échec au roi de Harold French : Dugal MacGregor
- 1953 : Au coin de la rue de Muriel Box : Inspecteur Chef
- 1953 : Laxdale Hall de John Eldridge : Sergent de police
- 1953 : Johnny on the Run de Lewis Gilbert : Le Crofter
- 1953 : Twice Upon a Time (en) de Emeric Pressburger : Portier
- 1953 : Counterspy de Vernon Sewell : Jim Fenton
- 1954 : Révolte dans la vallée (en) (Trouble in the Glen) de Herbert Wilcox : Nolly Dukes
- 1956 : X l'Inconnu (X the Unknown) de Leslie Norman : Sergent Yeardye
- 1957 : The Devil's Pass de Darcy Conyers : George Jolly
- 1957 : Sainte Jeanne de Otto Preminger : Robert de Baudricourt
- 1958 : Harry Black et le Tigre (en) de Hugo Fregonese : Woolsey
- 1959 : John Paul Jones, maître des mers de John Farrow : Duncan MacBean
- 1960 : Tess au pays des tempêtes (en) de Paul Guilfoyle : Hamish MacLean
- 1960 : The Boy and the Pirates de Bert I. Gordon : Scoggins
- 1961 : Le Prisonnier récalcitrant (Very Important Person) de Ken Annakin : Le capitaine écoissais
- 1961 : What a Whopper de Gilbert Gunn : Macdonald
- 1962 : Postman's Knock (en)  de Robert Lynn : Inspecteur
- 1963 : La Souris sur la Lune de Richard Lester : Général des Forces aériennes des États-Unis
- 1963 : Lancelot chevalier de la reine de Cornel Wilde : Le Chevalier Lamorak de Gulis
- 1964 : The Horror of It All de Terence Fisher : Muldoon Marley
- 1967 : The Man Outside (en) de Samuel Gallu : Superintendant Barnes
- 1969 : Ring of Bright Water de Jack Couffer : Homme de réparation des routes
- 1975 :  Le Vent de la violence de Ralph Nelson : Gordon